# Aihui
Aihuí (en chino: 爱辉 区, Àihuī Qū) es una ciudad-distrito bajo la administración de la ciudad-prefectura de Heihe, situada en la región noreste de la provincia de Heilongjiang, República Popular China. Se encuentra a la derecha (suroeste) a orillas del Río Amur, a unos 30 km al sur de la zona urbana de Heihe central. Su superficie es de 14 443 km² y su población total es de 197 240 habitantes (2010).

## Historia
El distrito del poblado de Aihuí (爱辉 镇), era conocido antes como Aigun (瑷 珲, Aihun), y durante más de dos siglos desde su fundación en la década de 1680 fue una de las ciudades más importantes del norte de Manchuria.
En 1913 Aigiun se convirtió en la capital del recién creado condado Aigun (瑷 珲 县, xian Aihun), que fue rebautizado en diciembre de 1956 como Condado Aihui (爱 辉县). El 15 de noviembre de 1980, fue creada la ciudad de Heihe, y el 6 de junio de 1983, el Condado de Aihui se fusionó con la ciudad de Heihe.
Para confundir aún más la situación, en 1993 la antigua ciudad de Heihe (un condado-nivel de la unidad administrativa) se reorganizó en el Distrito Aihui (también una unidad-nivel), mientras que la antigua ciudad prefectura de Heihe (黑河 地区) se convirtió en la ciudad-prefectura de Heihe ( que consiste en el distrito Aihui y un número de condados).
Esta división administrativa ha estado en vigor desde entonces.

## Demografía
Unas 18 500 personas (el 9,4% de la población total) pertenecen a minorías étnicas. En efecto, en Aihui viven 26 grupos étnicos diferentes: chinos han, manchúes, hui, daur, oroqen, coreanos y mongoles.
En la aldea de Dawujia (en chino: 大五家子屯), ubicada en este distrito, todavía seguían quedando, a finales del s. XX, hablantes nativos de manchú, una lengua que en la actualidad se encuentra al borde de la extinción.

## Economía y comunicaciones
El distrito alberga reservas probadas de 69 tipos diferentes de minerales. Las reservas de carbón de Provel suman 1.100 millones de toneladas. Se ha comprobado que, como mínimo, hay ochenta toneladas de reservas de oro, un millón de toneladas de silicio, doce millones de toneladas de piedra caliza. También existen importantes reservas de mármol, basalto, perlita y cuarzo.
La carretera nacional 202 atraviesa el distrito, al igual que el ferrocarril entre Bei'an y Heihe.